# Classe Orkan
La classe Orkan ou projekt 660 (code OTAN : classe Sassnitz) est une série de trois navires d'attaque rapide de la marine polonaise, en service depuis 1992.

## Historique
Le projet original a été préparé par la République démocratique allemande pour sa marine et a été nommé Projet 660. Il a également reçu le nom de code OTAN « Sassnitz ». Après la réunification allemande, les coques inachevées ont été rachetées par la marine polonaise au chantier naval VEB Peene Werft à Wolgast et achevées avec succès par les chantiers navals de Gdańsk.
En 2006, le ministère de la Défense a commandé 36 missiles antinavires RBS-15 Mk 3 pour équiper les navires. Depuis 2007, ils transportaient des missiles RBS-15 Mk 2 comme armement intérimaire. Les missiles RBS-15 Mk 3 ont été déployés pour la première fois en 2014. Depuis 2015, les Orkan et Piorun ont subi un carénage de 19 mois à mi-vie.

## Liste des navires
| Numéro de fanion | Nom    | Commissionné      |
| ---------------- | ------ | ----------------- |
| 421              | Orkan  | 18 septembre 1992 |
| 422              | Piorun | 11 mars 1994      |
| 423              | Grom   | 28 avril 1995     |

Le navire de tête de la classe est nommé Orkan (en polonais : Ouragan), tandis que les deux autres navires sont nommés Piorun (en polonais : foudre) et Grom (en polonais : coup de tonnerre). Le Piorun et le Grom étaient de célèbres destroyers polonais de la Seconde Guerre mondiale. L'Orkan devait être le premier destroyer construit en Pologne, mais sa construction a été interrompue par le début de la Seconde Guerre mondiale.

## Galerie

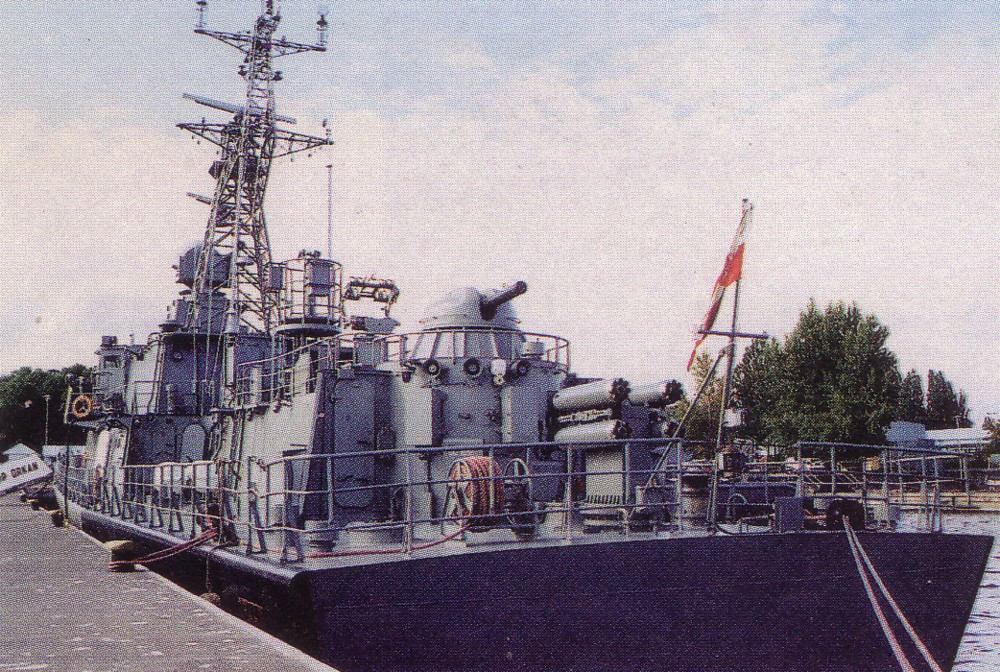
L’Orkan avant modernisation
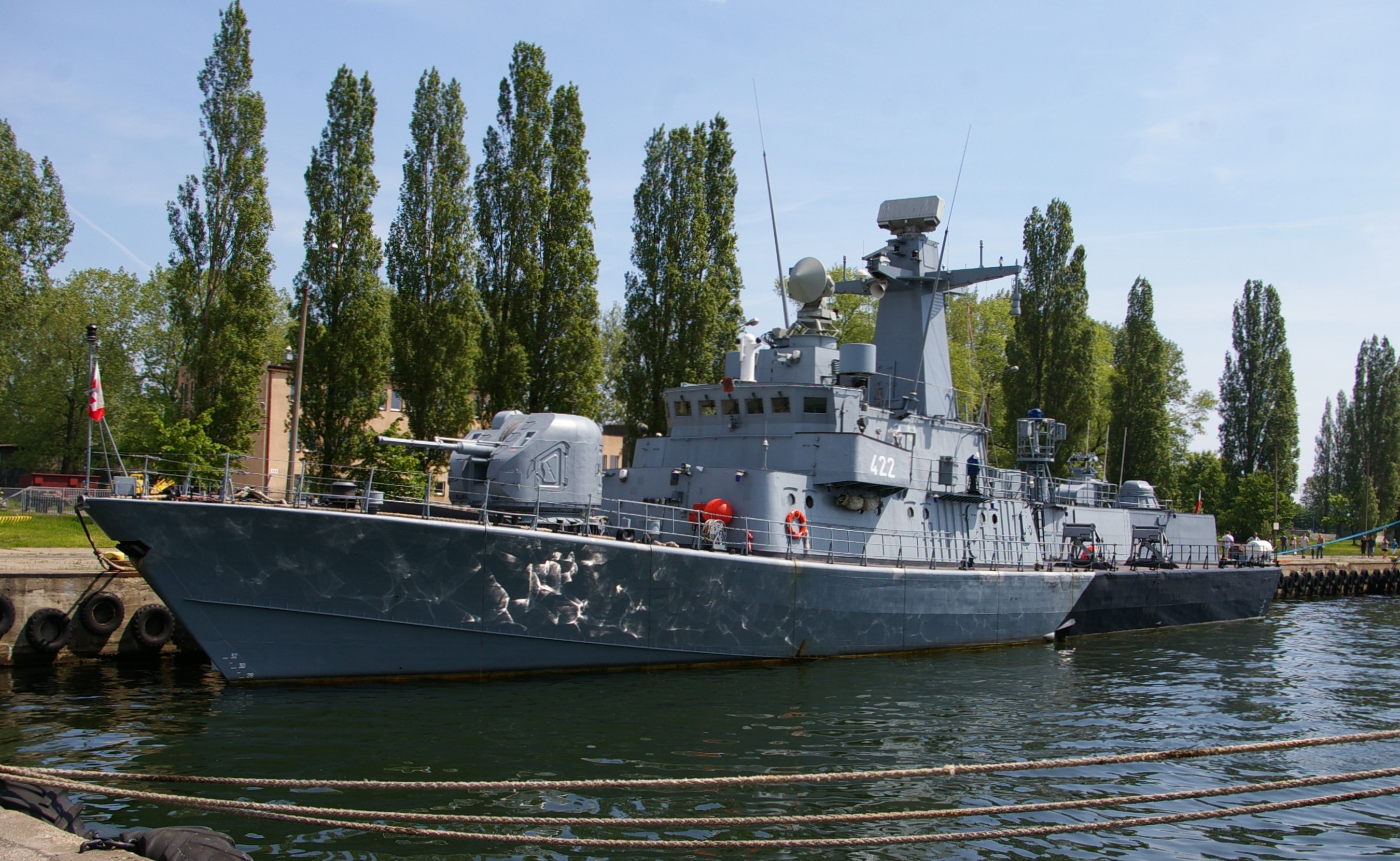
Le Piorun
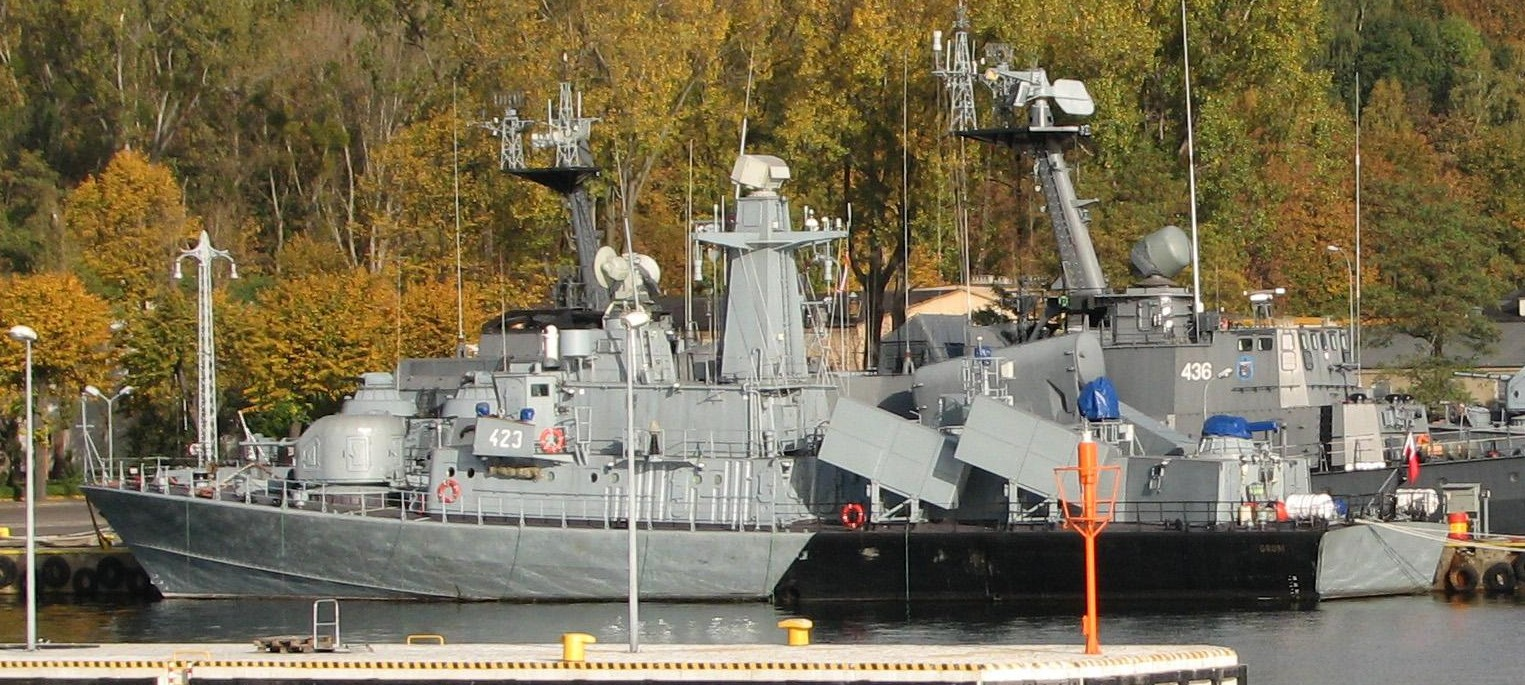
Le Grom en 2008 armé de 8 RBS-15 Mk2
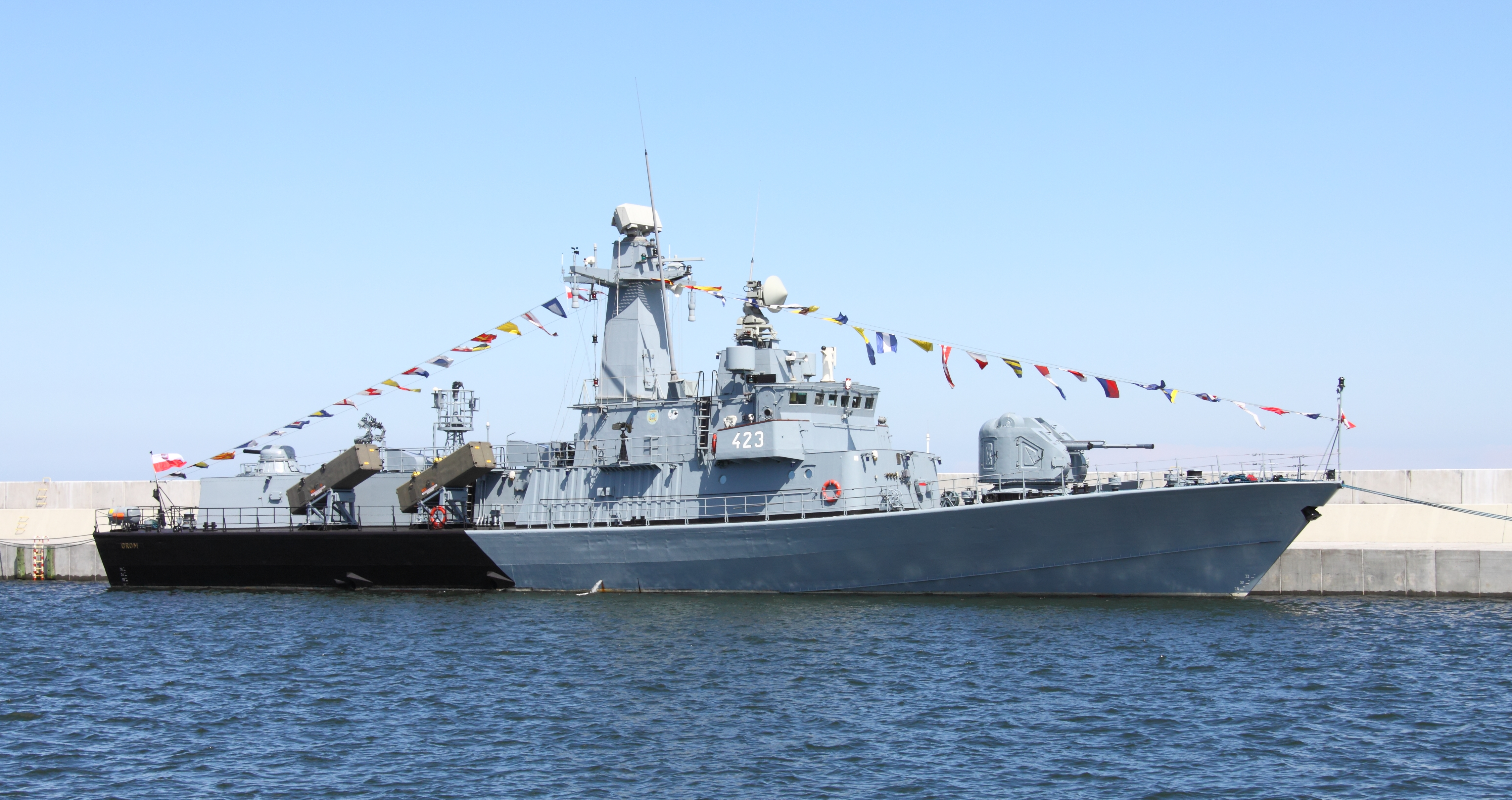
Le Grom en 2011, armé de 4 RBS-15 Mk2